# Evaristo da Veiga
Evaristo Ferreira da Veiga e Barros (Río de Janeiro, 8 de octubre de 1799 — Río de Janeiro, 12 de mayo de 1837) fue un poeta, periodista y político brasileño.

## Biografía
Hijo de un maestro portugués, Francisco Luis Saturnino Veiga, llegado a Brasil a los 13 años, soldado miliciano en la parroquia de Santa Rita, en Río de Janeiro, después nombrado profesor de primeras letras. Más tarde, pasó a profesor en la calle del Ouvidor, donde abrió una tienda. Anduvo por Ouro Preto en 1788 y 1789, donde hubo de conocer a algunos de los inconfidentes, pues recopiló las Cartas Chilenas de Tomás Antonio Gonzaga, publicadas medio siglo más tarde por su nieto Luis Francisco da Veiga. Se casó con Francisca Xavier de Barros, naciendo tres hijos, de los cuales Evaristo fue el segundo. Tuvo gran influencia sobre sus hijos, en especial sobre Evaristo, óptimo estudiante que aprendió francés, latín, inglés, cursó clases de retórica y poética y estudió Filosofía en el Río de Janeiro de D. João VI. En este período adquirió interés por el periodismo al visitar los talleres de la Impresión Regia, en los portones del palacio del conde da Barca.
Cuando concluyó los estudios, el padre ya hubo abierto una librería en la calle de la Alfândega y los libros que traía de Europa tenían en Evaristo su primer lector, el más curioso. Su proyecto fallido de partir para la Universidad de Coímbra encontró compensación en la librería del padre.

## Poeta

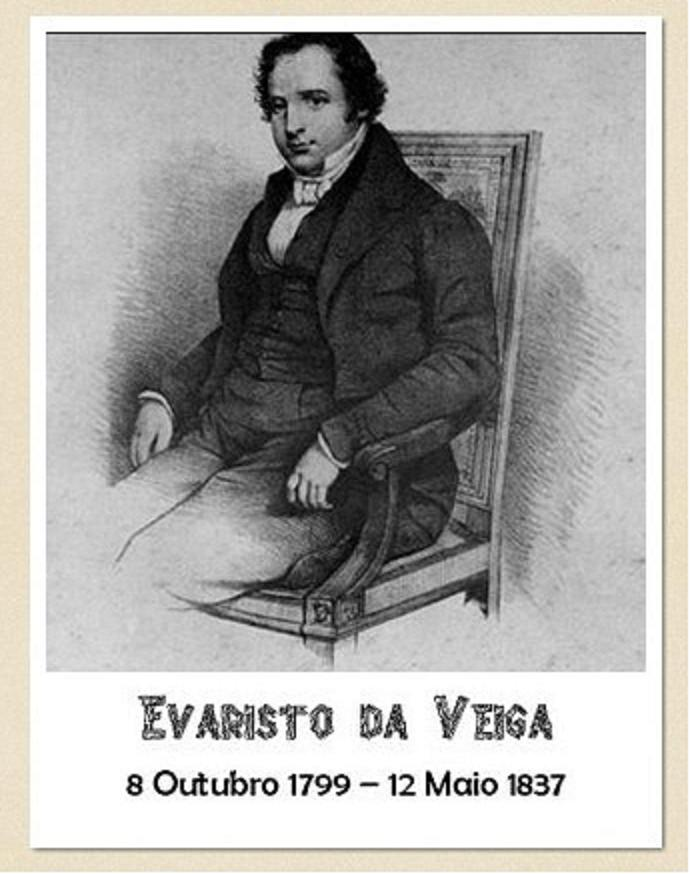
Evaristo da Veiga.

Autor de la letra del "Himno a la Independencia", cuya música se debe a D. Pedro I, se cuenta entre los precursores del Romanticismo en Brasil.
En sus poesías más antiguas se siente la influencia de la escuela arcádica y sobre todo de Bocage. Datan de 1811, tenía 12 años. Un año después, en 1812, celebra los desastres militares de los franceses en Portugal. A los 14 años era un poeta que reflejaba en Brasil, con 20 años de retraso, el movimiento de la Nueva Arcadia de la metrópolis, en el que destacaban Bocage, José Agostinho de Macedo o Curvo Semedo.
Súbdito fiel de D. João VI, en 1817, la fallida revolución de Pernambuco lo llenó de alegría. Sus versos cantaron la boda de D. Pedro con María Leopoldina de Austria o el aniversario de su aclamación como rey. Algunos poemas están dedicados a amigos, una característica que se mantendrá: primó siempre en él el sentimiento de la amistad. A los veinte años comenzó a introducir Marilias, Nises, Lilias, Isabelas, pero sus sonetos, cantigas y madrigales continuaron siendo arcádicos -con ligera influencia de los mineros.
En 1821, sin embargo, se vivía en Río de Janeiro «el año del constitucionalismo portugués», como afirma Oliveira Lima en O Movimento da Independência. Nadie podía quedar indiferente. El elemento conservador, receloso de desórdenes, alimentaba la esperanza de que la llegada de las nuevas instituciones no conllevarían la ruptura con Portugal, pues habría una monarquía dual, sirviendo la corona como unión. Era el pensamiento de Evaristo da Veiga, ilusión de la que participaron muchos brasileños. No tardaron los constitucionalistas de Portugal en demostrar su incomprensión hacia Brasil y fueron apareciendo las resoluciones de las Cortes que tenían como propósito establecer el antiguo sometimiento colonial, aunque de otra forma. Fue en ese instante cuando en él despertó el patriota: un soneto del 17 de octubre de 1821 se titula O Brasil.  Otro, de febrero de 1822, ya estigmatizaba «la perfidia de Portugal».
De ahí en delante vibró con el movimiento que se esparcía por el país. El 16 de agosto de 1822, sin ser figura destacada en ningún acontecimiento, escribió el Himno Constitucional Brasileño,  el célebre «Brava Gente Brasileña / lejos va el temor servil», etc. Compuso siete himnos, en total, entonados por miles de bocas. El de «Brava Gente» recibió dos músicas, una del maestro Marcos Antonio Portugal, y otra del propio Príncipe Regente D. Pedro I. Como Evaristo era tímido y el príncipe notoriamente melómano, se le atribuyó a Su Majestad incluso la letra... Solo más tarde, en 1833, Evaristo da Veiga reivindicaría la letra (los originales están en la Sección de Manuscritos de la Biblioteca Nacional). 
El acto de la aclamación del emperador le inspiró tres sonetos -y otros los dedicó a la libertad, a la Asamblea Constituyente, a Thomas Cochrane, a la fuga del general Madera. Pero tendría un papel modesto en los acontecimientos de la Independencia. Su nacionalismo era nuevo, le faltaba pasión, y además no tenía posición social, era un muchacho modesto que trabajaba en el mostrador de la librería del padre. En 1821, sin embargo, firma con pseudónimo «El Estudiante Constitucional», una réplica del panfleto anónimo contra O Brasil, titulado Carta do Compadre de Belém, impreso en Portugal. 
Pronto dejó de ser un espectador desengañado de la acción del emperador. El año 1823 era el año de la apertura de la Asamblea Constituyente y el de su disolución por un golpe de fuerza. El 30 de mayo ya habla del «despotismo enmascarado»... Dejó de hacer sonetos e hizo himnos. En 1823 publicó Despedida de Alcino a sua Amada, pues Alcino era su nombre poético. Pero se sabía un poeta mediocre y su actividad poética fue disminuyendo, hasta 1827, año en que se casó. Su vocación derivó a partir de ahí hacia la política, el servicio público, la prensa y el parlamento.

## Librero
Murió su madre en 1823 y el padre, que deseaba casarse de nuevo, escrupuloso y exacto como era, entregó a los hijos la parte que les tocaba en la herencia materna. Evaristo y João Pedro, su hermano, abrieron entonces una librería. Era una gran apuesta. El país se europeizaba y los libros y periódicos eran los agentes de esa europeización. En 1821 en el Diario de Río de Janeiro había anuncios de ocho tiendas de libros. Datan de octubre de 1823 los primeros anuncios de la tienda de Evaristo («João Pedro da Veiga & Comp»), 14 días antes de que D. Pedro I disolviera la Asamblea.
Leyó todo que vendía, formó su pensamiento, se fijó en la posición de la monarquía constitucional, pues la república le parecía una exageración y era moderado por temperamento. Vendiendo libros y haciendo cada vez menos versos pasó los años hasta 1827, cuando, ya independiente, se separó del hermano y estableció librería propia al comprar la librería y tipografía de João Batista Bompard, en la calle de los Pescadores n.º 49.
En 1827 se casó con Ideltrudes María d'Ascensão, comenzando una nueva vida.

## Periodista
El 21 de diciembre de 1827 salió el primer número de su propio periódico, La Aurora Fluminense, que ejerció importante papel en la política del Primer Reinado por sus tendencias antilusófilas. Los fundadores fueron un joven brasileño pronto fallecido, José Apolinario de Morales, el médico francés José Francisco Sigaud y Francisco Crispiano Valdetaro. Evaristo da Veiga resolvió asociarse y pasó en poco tiempo de colaborador a redactor principal y finalmente único. Firmaba sus artículos como Evaristo da Veiga.
La prensa de Río de Janeiro era entonces detestable, pasquinera. La Gazeta do Brasil era favorable al gobierno, órgano ministerial, defendiendo el Gabinete de 15 de enero de 1827, y quien enviaba sus artículos, como después se descubriría, era Francisco Gomes de Silva, el Chalaça, oficial del Gabinete Imperial, íntimo amigo de D. Pedro I. La Gazeta tildaba a Aurora Fluminense de furibunda y pestilente sede de la demagogia y del jacobinismo; la Astrea, de João Clemente Vieira Souto de insolente y demagógica, O Universal de Ouro Preto, inspirado por Bernardo Pereira de Vasconcelos, de jacobino y anárquico.
Los fundadores de la Aurora Fluminense querían un lenguaje imparcial, un órgano guiado por la razón y virtud, y que sirviera a la libertad constitucional Evaristo da Veiga, imbuido de lecturas francesas e inglesas, con el sueño de ver adoptadas las instituciones que sus autores predilectos preconizaban como indispensables a la grandeza de las naciones. Un puñado de ripios de D. Pedro I fue su lema:
Pelo Brasil dar la vida / Mantener la Constitución / Sostener la Independencia / Es nuestra obligación.
Y fue su programa la devoción al país, el respeto por su libertad, el mantenimiento de su Constitución. Los temas del periódico fueron la libertad constitucional, el sistema representativo, la libertad de prensa. Por eso dio apoyo al Gabinete de 20 de noviembre de 1827. Pero había asuntos de momento en que tocó, como el descalabro de la instrucción, la cuestión del crédito público. Combatía la indiferencia en materia política, sobre todo, de más funesta de todas las enfermedades morales. Había la misma pregação en otros periódicos liberales (el Farol, El Astro de Minas, Astréa), combatidos por los periódicos corcundas. Se batía por la abolición de los morgados, extinción de la Intendência de Policía, de la Fisicatura, del Desembargo, de la Mesa de la Conciencia y de la Orden, instituciones obsoletas. La oposición de los ministerios excluía escrupulosamente la persona del monarca, a quien trataba con deferencia. Aún no desesperançados del emperador, los liberales querían estimularlo. El emperador, sin embargo, es que parecía irse distanciando del héroe brasileño que fuera en 1822 y volverse más para Portugal del que para lo Brasil, comenta Octavio Tarquinio de Sousa. La criba entre la corriente nativista liberal y el emperador aumentó. La sesión parlamentaria de 1829 sería la de mayor agitación, el gobierno siempre acusado. La Aurora era el más autorizado reducto de la oposición gubernamental, y su popularidad - y a de Evaristo - crecía sin parar.
Cuando del atentado al periodista Luis Augusto May, redactor de La Malagueta, órgano liberal, repetición del que fuera víctima en 1823, sin temor a que le sucediera el mismo, Evaristo lo condenó enérgicamente y continuó impasible en sus campañas. Estaban de su lado la Astréa, la Luz Brasileña - y del lado ministerial, el Diario Fluminense, El Analista, el Courrier du Bresil, el Periódico del Commercio. La federación era moda, había gente que quería ir hasta la República. De su lado no vendrían provocaciones, pues en artículo de 9 de diciembre de 1829 escribió: Nada de jacobinismos de cualquier color que sea. Nada de excesos. La línea está trazada - es la de la Constitución. Hacer realidad la Constitución que ya existe sobre el papel debe ser el interés de los liberales.

## Político
En 1830 fue elegido diputado por Minas Gerais, habiendo sido reelegido hasta su muerte. Fue un hombre conocido en todo Brasil. Diputado, continuó siendo periodista y fue siempre librero. Se aproximaba a Bernardo Pereira de Vasconcelos, por la coincidencia de la posición ideológica. En la nueva Cámara abundaban adeptos del liberalismo y para formar la opinión liberal de Brasil nadie hubo concursado más que Evaristo da Veiga, que jamás hubo firmado un artículo siquiera, y la Aurora Fluminense, que en 1830 hube sido aumentada para seis páginas.  Sin nunca haber salido de Río de Janeiro, recibió su mandato de diputado por Minas Gerais, sustituyendo a Raimundo José da Cuña Matos, que hubo optado por la silla de Goiás. En su mandato intentó poner las instituciones monárquicas al servicio del gran problema brasileño - la unidad del vasto país. Cuidaba de los intereses más queridos del pueblo, fomentar la industria, sanear zonas casi inhabitables, difundir la instrucción. Se batía por el estrechamiento de las relaciones con las demás naciones americanas, desconfiando de las de Europa. Siempre asiduo, quería que los asuntos fueran discutidos con tranquilidad, en Comisiones, lejos del tumulto del plenario. Se oponía a las liberalidades del Tesoro: «Debemos disgustar antes a los afiliados que a la nación», decía. Hablaba poco, sin retórica, yendo directo al asunto sin divagaciones. Tenía cualidades raras como diputado: sentido de la proporción, espíritu objetivo, modestia patriótica.
Cuando, trabajado por intrigantes, D. Pedro I dimitió inopinadamente Barbacena de la Hacienda, con los desarrollos que se conocen, los más optimistas se fueron convenciendo de que lo Brasil nunca sería un país libre con semejante emperador. Precisamente en ese clima cayó como un rayo a informa de la revolución de julio de 1830 en Francia, derrumbando Carlos X, y recrudeció la campaña en la prensa en favor de las ideas liberales. Surgió en el Río el periódico El Repúblico, y ninguno tendría papel más activo para desencadenar la crisis. Se predicaba abiertamente la federación, queriendo aún la Nueva Luz una ´federación democrática´. Evaristo los combatía y a la vez los órganos absolutistas: el Imparcial, el Diario Fluminense, el Moderador, en posición difícil de equidistancia. Pero la agitación popular se alastrava. D. Pedro, apenas aconsejado, resolvió ir la Minas Gerais, donde fue fríamente recibido. Dice Octávio Tarquínio de Sousa que «ya se hube borrado de la imaginación popular la figura romántica del príncipe que fuera el mejor instrumento de la Independencia.»
Evaristo se enfrentó sin temor a los días de atentados que precedieron al Siete de Abril. Fue él el autor de la representación enérgica de 17 de marzo de 1831 en la chácara de la Flora, propiedad del padre José Custodio Días, un verdadero ultimátum al emperador. P. Pedro I, que chefiava en Portugal la campaña constitucionalista, se fue distanciando en Brasil de sus actitudes liberales de 1822 y a él se fueron llegando cada vez más los portugueses aquí residentes, siendo entonces abandonado por los propios elementos moderados de la política brasileña. Ya estaban conspirando Evaristo da veiga, Odorico Mendes, Nicolau de Campos Vergueiro y esforzándose por conseguir la adhesión de la tropa. «El día 6 de abril sería de hecho la verdadera fecha revolucionaria en que se verificaría la insurrección de la tropa y del pueblo en el Campo de Santana; a 7 de abril sólo se completaría la victoria liberal con la abdicación del monarca.»
Evaristo da Veiga apoyó al golpe cuando se agotaron las posibilidades de una solución menos violenta, como él mismo declaró en un discurso el 12 de mayo de 1832, en la Cámara. Se adhirió para evitar la anarquía, el desmembramiento, la desunión de las provincias. Evaristo corrió a Senado para dar forma legal a la nueva situación por medio de la reunión extraordinaria que eligió la Regencia provisional (el marqués de Caravelas, Nicolau de Campos Vergueiro, el brigadier Francisco de Lima e Silva). Le cupo redactar la proclamación, y el documento, noble, nacionalizaba la independencia y pedía no manchar la victoria con excesos. Terminaba: «El día 7 de abril de 1831 comenzó nuestra existencia nacional; Brasil será de los brasileños, y libre!»
Abierta la Cámara a 3 de mayo, Evaristo fue elegido para la Comisión de creación de la Guardia Nacional, la fuerza ciudadana, como él llamaba, que tendría el importante papel de mantener el orden en todo el período regencial. Se eligió el 17 de junio de 1831 la primera Regencia permanente, siendo escogidos Francisco de Lima e Silva, Costa Carvalho y João Braulio Muniz, este representando el Norte. Evaristo tuvo inmenso papel en la elaboración de la ley que la reguló. 

### La Sociedad Defensora de la Libertad e Independencia Nacional
A la vez, se empeñó en la creación de un otro instrumento de orden, de disciplina social, de orientación política, que fue la Sociedad Defensora de la Libertad e Independencia Nacional, instalada en Río de Janeiro el 19 de mayo de 1831. Se inspiraba en su congénere paulista y tuvo por inspirador a Antônio Borges de Fonseca, el redactor del Repúblico. Evaristo se hizo su adepto más fervoroso y de 1831 a 1835 Aurora Fluminense, la tribuna de la Cámara y la Sociedad se hicieron su centro de acción diaria.
Fue instrumento de acción de los moderados, y se dijo, con alguna exageración, que gobernó Brasil por espacio de cuatro años. Abreu Lima en Historia de Brasil cree que «fue en realidad otro Estado en el Estado, porque su influencia era la que predominaba en el gabinete y en las Cámaras; y su acción, más poderosa que la del gobierno, se extendía por todos los ángulos del Imperio.» El gran elemento de acción de la Defensora fueron las representaciones a la Cámara, al gobierno, publicadas en los periódicos del partido moderado desde el 1 de junio de 1831. 
Evaristo se vinculó también a otras sociedades y gremios, animándolas y buscando colocarlas bajo su orientación política. Fue uno de los fundadores de la Sociedad de Instrucción Elemental, de la Sociedad Amante de la Instrucción, de la Sociedad Filomática de Río de Janeiro. Su lucha fue incansable, en época propicia a los excesos, pues no era el simplista que cree en el milagro de las leyes. Joaquim Nabuco dirá de él, en su libro Un Estadista del Imperio, que quiso ejercer en Brasil la dictadura de su opinión -una opinión lúcida, desinteresada, en el buen sentido, serena y justa de proporciones. 
Los Andradas se habían luego alistado entre los descontentes, Evaristo se hizo blanco de ataques y calúnias. En julio de 1831 era profunda la división de los liberales. Nombrado Feijó para la Justicia, recibió todo el apoyo de Evaristo, en la Cámara y por la Aurora Fluminense pero había grandes embaraços al gobierno con la indisciplina militar, la criba entre exaltados y moderados. Evaristo era ya, por consenso, el jefe del partido moderado. Formigavam apodos: ´Farroupilhas´ y ´jurujubas´ serían los exaltados, ´chimangos´ o ´sombreros redondos´ los moderados, ´caramurus´ los restauradores. Era moço, tenía 32 años. La Malagueta lo hallaba feo y menoscabava su profesión de librero. 
A partir de 1832 los restauradores parecían más peligrosos del que los exaltados, el Carijó y el Caramuru iniciaron ofensiva contra el gobierno. Una grave crisis fue la campaña de Feijó para destituir José Bonifácio de la tutoría de los hijos del emperador, cuyo desfecho se daría con el malogrado golpe de 30 de julio de 1832. Miembro de la comisión de respuesta al habla del Trono, Evaristo hizo uno de sus más largos discursos, casi de improviso, eloquente. Se sirvió también de la Aurora Fluminense, mientras el Carijó obediente a Antônio Carlos lo llamaba de «sanefa de la Patria, sabugo versicolor de la Aurora». En julio, la Cámara aprobó la destituición de José Bonifácio de su puesto como tutor, muy comprometido con el facciosismo de los hermanos, pero Senado no, y Feijó pidió despido. Los moderados ya veían D. Pedro I de nuevo sentado en el trono... Quedó decidido el golpe de Estado tramado en la chácara del Padre José Custódio Días, pero Evaristo no tuvo ninguna iniciativa, ningún entusiasmo, no dio su assentimento ni adhesión formal - instaba, sin embargo, por una ´medida salvadora´ y demostró su solidaridad completa, irrestrita la Feijó. Malogrado el golpe, Feijó y otros ministros salieron del gobierno y la Regência continuó - el bastão de líder escapó de sus manos. En el nuevo ministerio organizado a 3 de agosto de 1832 no había amigos suyos. El Carijó llegó a escribir: "Evaristo está muerto".
A 30 de julio de 1832 la Aurora Fluminense publicó: "Evaristo es el mismo hombre, diputado libre, periodista defensor de la orden púbica y hombre de la clase industriosa, viviendo de su trabajo. Nunca aspiró ni buscó el poder." A 13 de septiembre, Evaristo exultava con el nuevo ministerio con Vergueiro y Honório Hermeto, y en este tenía Feijó un sustituto... Volvían al poder los moderados y del malogro del golpe de 30 de julio resultaría la victoria del ideal que lo hube alimentado: hubo acuerdo para reforma constitucional que fue consubstanciada en la ley de 12 de octubre de 1832. La Cámara cedió, cedió Senado, el Poder Moderador fue mantenido, la vitaliciedade de Senado, no prevaleció el cunho federalista que la Cámara deseaba pero el Consejo de Estado fue abolido. 
Sufrió un atentado en su librería aún, a 8 de noviembre de 1832. Recibió más de mil visitantes, desde los regentes, ministros de Estado, senadores, al pueblo miúdo. Atentado de un pobre sapateiro a mando de un correcto coronel Ornelas, amigo de José Bonifácio. Evaristo confesó sospechar más del Sr. Martim Francisco, "cuya alma rancorosa todos conocen". El correcto es que los periódicos restauradores, particularmente el Caramuru, tenían su quinhão de culpa en la formación del ambiente de odios.  En 1833 recrudesceu la campaña de la prensa, empeñada en las elecciones para la legislatura 1834-1837 pues la Cámara tenía puedas para realizar la reforma constitucional. Reaparecieron periódicos antiguos como el Brasileño, y el Nacional, surgieron nuevos como el Independiente, el Siete de Abril, de las simpatías de Bernardo Pereira de Vasconcelos. Pero los moderados ya no tenían el prestigio anterior, la campaña caramuru hube causado impresión - excepto en la zona rural. Eran los llamados ´electores del campo´. 
Todo el año 1833 se consumió en la expectativa del retorno del duque de Bragança... Evaristo, convencido de que la trama restauradora era serio peligro, la combatió, usando la Defensora, y chefiou aún la campaña que impidió la vuelta de D. Pedro, bajo cualquier título, y clamaba por la suspensión de José Bonifácio del lugar de tutor como ´centro e instrumento de los facciosos´. Con su caída, pasó el momento de mayor tensión, todo prometía mejorar.
A 14 de junio de 1833 entró en discusión el proyecto de reforma de la Constitución. Se discutió inicialmente a quien competía, y la opinión de Evaristo - la cualificación era de la Cámara - fue aprobada por enorme mayoría. Tras Bernardo Pereira de Vasconcelos, su autor, nadie más del que Evaristo estudió el proyecto. Declaró inicialmente que, por su voto, no se tocaría en la Constitución - pero cedía a la opinión general, a las aspiraciones autonomistas de las provincias, sin olvidar los intereses superiores de la unidad nacional. Fue voto vencido en la cuestión de la temporariedade de la función de Regente pues la Cámara se mostró más liberal que él, Limpio de Abreu, Paula Araújo y Vasconcelos y casi estableció en Brasil una verdadera república provisional.
La facilidad con que se votó la reforma tenía explicación en el temor a la vuelta de Pedro I de Brasil y IV de Portugal. Cuando el exemperador murió en 24 de septiembre (la noticia llegó al Río en diciembre de 1834), la desagregación de los moderados se procesó con rapidez pues nunca hubo cohesión partidaria. Evaristo lo juzgó con serenidade: "no fue un príncipe de ordinaria medida, existía en él el germe de grandes calidades, que defectos lamentables y una viciosa educación sofocaron en parte. (...) Se existimos como cuerpo de nación libre, si nuestra tierra no fue retalhada en pequeñas repúblicas enemigas, donde sólo dominara la anarquía y el espíritu militar, lo debimos muy a la resolución que tomó de quedar entre nodos, de soltar el primer grito de nuestra Independencia." 
La situación política de Brasil daba señales de persistencia de división e indisciplina. En el Río Grande del Sur hube comenzado la guerra que iba a durar diez años, había relução en el Pará. La gran cuestión era la elección del Regente único, en consonancia con el Acto Adicional. El candidato de Evaristo fue Feijó, pues de él no veía los defectos y lo que temía era el desorden, la anarquía, que prometía la candidatura Holanda Cavalcanti, tenido cómo arrebatado y frenético. Hizo la campaña con las mismas agrúrias anteriores, destemido, sereno, hasta que a 7 de abril de 1835 votaron en todo lo Brasil los electores, que eran seis mil, cada uno con derecho a sufragar dos nombres. Con las dificultades comunicacionales, los resultados llegaron morosamente - hecha a apuração final a 9 de octubre, Feijó quedó en primer lugar (2.826 votos), Holanda Cavalcanti en segundo (2.251). Con mayoría en la Cámara, el «partido holandés» intentaría aún hacer de D. Januária regente, pero nada consiguió.

### El fin deAurora Fluminense
La elección de Feijó fue la última demostración del prestigio de Evaristo de la Veiga. Estaba alejado de Bernardo Pereira de Vasconcelos, de Honório Hermeto, de Rodrigues Torres, era combatido por los caramurus y aún tuvo la amargura de desavir-si con Feijó, regente único - por culpa suya, pensaban todos.
En 30 de diciembre de 1835 salió el último número de su periódico, con ocho años de existencia. Se recogía a una vida que deseaba tranquila, con las tres hijas y la mujer. Pero no se retiró de la vida pública, pues en 1836 compareció normalmente a la Cámara. Después decidió cerrar por unos tiempos su casa en la calle de los Barbonos, hoy calle Evaristo de la Veiga, y en noviembre partió para Campaña, donde vivía un hermano. Volvió al Río en 2 de mayo de 1837. Visitó Feijó, fue para cama presa de violenta ´fiebre perniciosa´, como diagnosticaron los médicos. Murió a 12 de mayo, repentinamente, a los 37 años.

### Apreciación
Contribuyó decisivamente para la defensa de las instituciones públicas, además de trabajar para el desarrollo intelectual y artístico, estimulando jóvenes escritores.
Según Octávio Tarquínio de Sousa: «Su influencia en los acontecimientos políticos se hizo sentir desde la aparición de la Aurora Fluminense y nadie más del que él concursó para crear el ambiente liberal que caracterizaría los primeros años de la Regência. (...) Evaristo no hizo más del que conformarse con la revolución, aceptarla como una fatalidad.» Caixeiro sin ancestrais ilustres, gordo y deselegante, sin la ayuda de poderosos, sin dones de seducción, que nunca estuvo en cualquier universidad, sin dejar el Río, sin mencionar su nombre del periódico que escribía, fue elegido y reelegido diputado, asumiendo papel de guía y consejero- sin improvisação, sin imposturas. Fue periodista, diputado, político, orientando la opinión del país porque tenía un espíritu serio, probidade moral, sinceridad y, sobre todo, una inteligencia lúcida, desapego a los altos cargos, un gran deseo de servir y de ser útil.

## Academia Brasileña de Letras
Miembro del Instituto Histórico de Francia y de la Arcadia de Roma, fue patrono de la silla n.º 10 de la Academia Brasileña de Letras, por elección de su fundador, Ruy Barbosa.

## Masón
Iniciado en la masonaría el 1 de junio de 1832 en la logia Esperanza de Nictheroy n.º 0003, en Río de Janeiro.